# Kurt Klagsbrunn
Kurt Klagsbrunn (6. Mai 1918 in Wien – 7. August 2005 in Rio de Janeiro) war ein in Brasilien lebender Fotograf österreichischer Herkunft.

## Leben und Werk
Klagsbrunn entstammte einer gutsituierten assimilierten jüdischen Familie. Der Vater, Leopold Klagsbrunn (geboren am 2. Februar 1888 in Wadowice/Galizien, gestorben 1957 in Brasilien; Chemiker, Kaufmann), war ein angesehener Kohlehändler und Funktionär des Floridsdorfer Fußballklubs FAC. Seine Mutter, Friederike, geborene Kohn (gestorben 1964 in Brasilien), fungierte als „liebevoll-tadelndes Familienoberhaupt“. Die Familie hatte ihren Wohnsitz in der Pilzgasse 9 in Wien-Floridsdorf, die sogenannte Villa Klagsbrunn. Kurt hatte einen älteren Bruder, Peter, geboren 1913. Die Eltern wurden von Freunden einfach Leo und Fritzi genannt. Die beiden Söhne erlebten eine weitgehend unbeschwerte Kindheit und Jugend im Wien der 1920er und 1930er Jahre, mit Skiurlauben im polnischen Zakopane und Sommerfrische am Wörthersee. Kurt Klagsbrunn absolvierte seine Reifeprüfung am Realgymnasium in Floridsdorf und begann im Wintersemester 1936/37, ebenso wie sein Bruder, ein Medizinstudium an der Universität Wien.
Kurz nach der Annexion Österreichs durch Hitler-Deutschland im März 1938 wurde der Wohnsitz der Familie von der Polizei durchsucht und wurden die Brüder von der Universität Wien vertrieben. Die Familie entschied sich rasch zur Emigration, verkaufte die Kohlenhandlung an eine Mitarbeiterin, ebenso das Haus in Floridsdorf. Im Oktober 1938 emigrierten Eltern und Söhne über Rotterdam und Lissabon nach Rio de Janeiro. Dort trafen sie am 15. März 1939 ein und ließen sich im Stadtviertel Laranjeiras nieder. 
Der Vater baute einen Vertrieb chemischer Produkte auf und die Mutter arbeitete als Schneiderin. Die Söhne konnten ihr Medizinstudium nicht fortsetzen und mussten ebenfalls arbeiten gehen: Peter als Vertreter von Pharma- und Parfümprodukten, Kurt als Berufsfotograf. Diese Berufswahl erwies sich als glücklich, da der Bildjournalismus in Brasilien in diesen Jahren einen starken Aufschwung erfuhr. 1941 konnte er sein erstes Fotostudio eröffnen. Parallel dazu beteiligte er sich bei antifaschistischen studentischen Organisationen, knüpfte er zahlreiche Kontakte zur politischen Linken Brasiliens und dokumentierte fotografisch deren Engagement. Gleichzeitig arbeitete er in der Werbung, wurde von der  Bundesregierung akkreditiert und wurde zu einem gefragten Gesellschaftsfotografen. Seine Fotografien erschienen in den US-amerikanischen Magazinen TIME und LIFE sowie in mehreren brasilianischen Illustrierten, darunter O Cruzeiro. Er wurde als Industrie-, Mode- und Lifestyle-Fotograf bekannt und dokumentierte die Entwicklung Brasiliens, begleitete die Entstehung der neuen Hauptstadt Brasilia und das Wachstum Rio de Janeiros bis zum Ende seiner Karriere 1980.
Im hohen Alter heiratete er seine jahrzehntelange Lebensgefährtin, die Buchhändlerin Rosina Walter, auch Rose genannt. Das Paar lebte im Stadtviertel Laranjeiras. Nach dem Tod seiner Frau übernahm sein Neffe Victor Klagsbrunn seine Betreuung.

## Nachlass
In seinem Nachlass in Rio de Janeiro befindet sich seine Sammlung von über 120.000 Bildern (Negative und Positive) sowie Manuskripte und Drucksachen. Dem Jüdischen Museum Wien gelang es, einen Teilnachlass nach Wien zu holen. Darunter befinden sich Dokumente aus seiner Wiener Zeit und seiner Flucht, sein Studentenausweis, ein Skizzenbuch des 13-Jährigen, Fotografien, Briefe und eine Speisekarte von der Schiffsfahrt 1939 nach Rio. Doch hatte das feuchte Klima Brasiliens mehreren Objekten stark zugesetzt. Sie werden nunmehr restauriert und katalogisiert. 

## Ausstellungen
- 2015: Kurt Klagsbrunn. Um fotógrafo humanista no Rio. Catálogo da exposição realizada no Rio de Janeiro, Museu de Arte do Rio, 14 de abril a 9 de agosto de 2015.
- 2018: Jüdisches Museum Wien, ab 5. Dezember 2018

## Porträts
- Fotograf des Aufbruchs, Wina, Oktober 2013
- Die bewegende Geschichte des Kurt Klagsbrunn, Dimensionen, ö1, 22. Februar 2018, 19:05 Uhr